# Rousse (La toilette)
Rousse (rooie, roodharige), later getiteld en bekend geworden als La toilette, is een schilderij van de Franse kunstschilder Henri de Toulouse-Lautrec, geschilderd in 1889, olieverf op karton, 67 x 54 centimeter. Het toont een relaxte, halfnaakte, roodharige vrouw, gezeten met de rug naar de kijker. Het schilderij is thans in bezit van het Musée d'Orsay te Parijs.

## Context
Toulouse-Lautrec schilderde in zijn leven veel vrouwelijke naakten, vaak ook aan hun toilet. Een vrouw bezig met haar toilet was een veel gekozen thema onder de impressionisten, onder andere van Pierre Bonnard, Mary Cassatt, Berthe Morisot en Edgar Degas. Met name de invloed van Degas is in La toilette duidelijk herkenbaar, onder meer in de typische schetsachtige manier van werken, die de indruk geeft van een enigszins 'onaf' pastel. Ook het verhoogde gezichtspunt van de schilder is duidelijk ontleend aan het werk van Degas, die deze techniek vaker gebruikte. Toulouse-Lautrec had eind jaren 1880 grote bewondering voor Degas. Hij was met name onder de indruk van een aantal naakten die Degas exposeerde tijdens de achtste (en laatste) grote impressionistententoonstelling in 1886, welke qua stijl en opzet duidelijk gelijkenis vertonen met dit werk van Toulouse-Lautrec.

## Datering
Toulouse-Lautrec schilderde La toilette in 1889 in zijn studio aan de Rue Caulaincourt te Parijs, mede bepaald op basis van het op de achtergrond geschilderde meubilair, dat herkend kan worden van atelierfoto's uit die tijd. Er zijn geen studies bekend van het schilderij. Het lijkt erop dat hij het in één zitting heeft geschilderd.
Lange tijd werd het werk gedateerd op 1896, op basis van vermeldingen in oude catalogi, onder de titel La toilette. Recent onderzoek heeft echter uitgewezen dat het werk dateert van 1889, uit een tijd toen Toulouse-Lautrec nog niet werkte vanuit bordelen. In 1890 exposeerde hij het met een ander naaktportret tijdens een expositie van Les Vingt te Brussel onder de titel Rouge (Roodharige).

## Afbeelding
Toulouse-Lautrec beschreef het schilderij in de catalogus van 'Les Vingt' als 'een roodharige vrouw, gezeten op de vloer, gezien op de rug, naakt'. De schilder hield zijn leven lang een zwak voor rossige vrouwen. Verondersteld wordt dat zijn model Carmen Gaudin (1866?–1920) voor het werk geposeerd heeft en dus geen willekeurige prostituee. Onduidelijk blijft echter wat voor type dame Toulouse-Lautrec in het werk nu precies heeft willen afbeelden. De slanke vrouw oogt relaxt, alsof ze ergens van uitrust. Ze heeft rechts nog een sok of laars aan, haar kleren hangen links over een stoel, deels is ze nog omhuld door een sluier of laken, maar verder is ze naakt. Dit alles zou kunnen suggereren dat ze iets doet in de 'wereld van seksuele gunsten' is, maar directe aanwijzingen daarvoor zijn verder niet aanwezig. Tussen twee stoelen staat een kleine badkuip die ook kan wijzen op een wasbeurt die waarschijnlijk geleid heeft tot haar latere titel La toilette. Die titel was echter niet van de schilder zelf en onduidelijk blijft nog steeds of het een terechte omschrijving is.

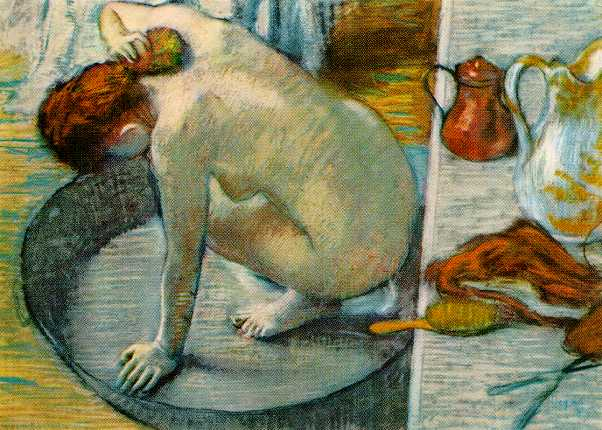
De tobbe, een van de werken van Degas uit 1886 waardoor Toulouse-Lautrec zich liet inspireren

Kenmerkend voor het schilderij is het 'terloopse' van de hele impressie, de weergave van een onbewaakt ogenblik. Net als Degas was Toulouse-Lautrec een meester in het weergeven van het leven achter de schermen. Typerend voor zijn werkwijze eind jaren 1880 is de losse, streperige penseelvoering, waar hij in de jaren 1890 geleidelijk overstapte op een door het postimpressionisme beïnvloede stijl. Hij gebruikt in het werk een licht kleurenpalet met overwegend blauwtonen, gecombineerd met geelgroene tinten en de rode haardos van het model gecentreerd in het midden. Daarbij gebruikte hij als vaker karton als ondergrond, omdat de matheid van het materiaal zijn ongewone tonale kleuren beter deden oplichten. Opvallend is het negeren van de klassieke perspectiefregels, onder meer in de benen van de vrouw en de onjuist overlappende meubels. Alles was uiteindelijk ondergeschikt aan zijn belangrijkste doel: het creëren van de gewenste intieme atmosfeer.